# Бёрджес, Люк (регбист)
Люк Бёрджес (англ. Luke Burgess, родился 20 августа 1984 — австралийский регбист, скрам-хав итальянского клуба «Цебре» и сборной Австралии (с 2015 года). Известен по выступлениям в Австралии за «Уаратаз» и «Мельбурн Ребелс», во Франции — за «Тулузу».

## Карьера

### Клубная
Уроженец Ньюкасла (Новый Южный Уэльс). Учился в колледже Сент-Джозеф в Хантерс Хилл, выступал за регбийную команду Сиднейского университета «Кольтс» (колледж Сент-Джон) и за команду Восточного Сиднея. Профессиональную карьеру начал в «Брамбиз» в 2003 году, но проигрывал конкуренцию капитану австралийской сборной Джорджу Грегану и сыграл всего два матча в основном составе (дебютировал в Супер 12 в 2005 году). В 2007 году играл за второй состав команды «Мельбурн Ребелс» в Австралийском чемпионате регби (команда заявлена под названием «Мельбурн Райзинг»).
В составе «Уаратаз» Бёрджес появился в 2008 году, дебютировав в середине года в Супер 14. С 2009 года возобновил выступления за команду Сиднейского университета, а в 2011 году прибыл во французскую «Тулузу» и дебютировал в Кубке Хейнекен в матче против «Глостера». В начале 2014 года перешёл в «Мельбурн Ребелс», с 2015 года играет за итальянский «Цебре».

### В сборной
В 2008 году Бёрджес дебютировал за австралийскую сборную в Мельбурне в матче против Ирландии. Из-за травмы колена не сыграл на Кубке трёх наций, но был заявлен в последние тест-матчи 2008 года. Со сборной завоевал бронзовые награды чемпионата мира 2011 года.